# キーストン・ランドール
キーストン・ランドール（Kheeston Randall 1990年5月7日- ）はテキサス州ボーモント出身のアメリカンフットボール選手。現在NFLのミネソタ・バイキングスに所属している。ポジションはディフェンシブタックル。

## 経歴
テキサス大学で2008年から2011年までの4年間、先発35試合を含む47試合に出場し、98タックル、4サックをあげた。3,4年次の2年間では全25試合に先発出場し、2011年には34タックル（5ロスタックル）、1サックをあげた。
大学時代はノーズタックルを務めた。
2012年のNFLドラフト7巡で、マイアミ・ドルフィンズに指名された。5月21日にドルフィンズと4年契約を結んだ。2012年は12試合に出場したが、2013年のシーズン開幕前に解雇された。同年11月上旬、シンシナティ・ベンガルズと契約を結んだが、11月20日に解雇された。
2014年1月、前年までベンガルズのディフェンスコーディネーターを務めていたマイク・ジマーがヘッドコーチに就任したミネソタ・バイキングスと契約を結んだ。